# Risiocnemis atripes
Risiocnemis atripes är en trollsländeart som först beskrevs av James George Needham och Gyger 1941.  Risiocnemis atripes ingår i släktet Risiocnemis och familjen flodflicksländor. IUCN kategoriserar arten globalt som livskraftig. Inga underarter finns listade i Catalogue of Life.